# Star-Methode
Die STAR-Methode ist eine aus den USA stammende formale Befragungstechnik für Bewerbungsgespräche, um umfassende Informationen über die Fähigkeiten und Verhaltensweisen eines Bewerbers in einem bestimmten Situationskontext zu erhalten. Das Acronym STAR steht dabei für Situation, Task, Action und Result, übersetzt etwa Situation, Aufgabe, Handlung und Ergebnis.

## Methode
Die Befragungstechnik umfasst folgende vier Punkte:
- Situation: Eine konkrete Situationsbeschreibung mit deren Rahmenbedingungen, die den Ausgangspunkt darstellt.
- Aufgabe (Task): Welches Ziel wollten Sie in der Situation erreichen bzw. welche Aufgabe sollte gelöst werden?
- Handlung (Action): Welche Handlungen haben Sie gesetzt, um das Ziel zu erreichen? Welche Alternativen haben Sie erwogen? Warum haben Sie sich für eine bestimmte Handlung entschieden?
- Ergebnis (Result): Was war das konkrete Ergebnis Ihrer Handlungen? Haben Sie das Ziel erreicht? Was haben Sie aus der Situation gelernt?